# Twierdzenie Greena-Tao
Twierdzenie Greena-Tao – twierdzenie teorii liczb, mówi, że zbiór liczb pierwszych zawiera ciągi arytmetyczne dowolnej długości. Twierdzenie zostało po raz pierwszy udowodnione przez Bena Greena i Terrence’a Tao w 2004 r. Historię tego problemu można zaobserwować już w rozważaniach Lagrange’a i Waringa ok. 1770 r.

## Treść twierdzenia
Niech {\displaystyle \pi } będzie funkcją liczącą liczby pierwsze. Wówczas dla dowolnego {\displaystyle A} będącego zbiorem liczb pierwszych, jeśli
{\displaystyle \limsup _{N\to \infty }{\frac {|A\cap [1,N]|}{\pi (N)}}>0,}
to dla dowolnej liczby naturalnej {\displaystyle k} zbiór {\displaystyle A} zawiera {\displaystyle k}-wyrazowy ciąg arytmetyczny. W szczególności, cały zbiór liczb pierwszych zawiera ciągi arytmetyczne dowolnej długości.
W swojej późniejszej pracy o uogólnionej hipotezie Hardy’ego-Littlewooda Green i Tao postawili i warunkowo udowodnili, że wyrażenie
{\displaystyle ({\mathfrak {S}}_{k}+o(1)){\frac {N^{2}}{(\log N)^{k}}}}
opisuje asymptotycznie zachowanie liczby {\displaystyle k}-krotek liczb pierwszych {\displaystyle p_{1}<p_{2}<\ldots <p_{k}\leqslant N,} które tworzą ciąg arytmetyczny. Stała {\displaystyle {\mathfrak {G}}_{k}} oznacza tutaj
{\displaystyle {\mathfrak {S}}_{k}:={\frac {1}{2(k-1)}}\left(\prod _{p\leqslant k}{\frac {1}{p}}\left({\frac {p}{p-1}}\right)^{\!k-1}\right)\!\left(\prod _{p>k}\left(1-{\frac {k-1}{p}}\right)\!\left({\frac {p}{p-1}}\right)^{\!k-1}\right).}
Wynik ten został udowodniony bezwarunkowo przez Greena i Tao oraz Greena, Tao i Zieglera.

## Strategia dowodu
Dowód twierdzenia składa się z trzech najważniejszych punktów.
1. Twierdzenie Szemerédiego, które mówi, że każdy zbiór o dodatniej gęstości górnej zawiera ciągi arytmetyczne dowolnej długości. Twierdzenie to nie stosuje się wprost do liczb pierwszych, ponieważ ich gęstość górna jest zerowa.
2. Rozszerzenie twierdzenia Szemerédiego na podzbiory liczb całkowitych, które są pseudolosowe (w określonym sensie). Takie twierdzenie nazywa się relatywnym twierdzeniem Szemerédiego.
3. Pseudolosowy podzbiór liczb całkowitych zawierający liczby pierwsze jako zbiór gęsty. Aby skonstruować taki zbiór, Green i Tao korzystają z metod stosowanych w przypadku sita Goldstona, Pintza i Yıldırıma[4].

Znane są w literaturze liczne uproszczenia pierwotnego dowodu.